# Детская библиотека

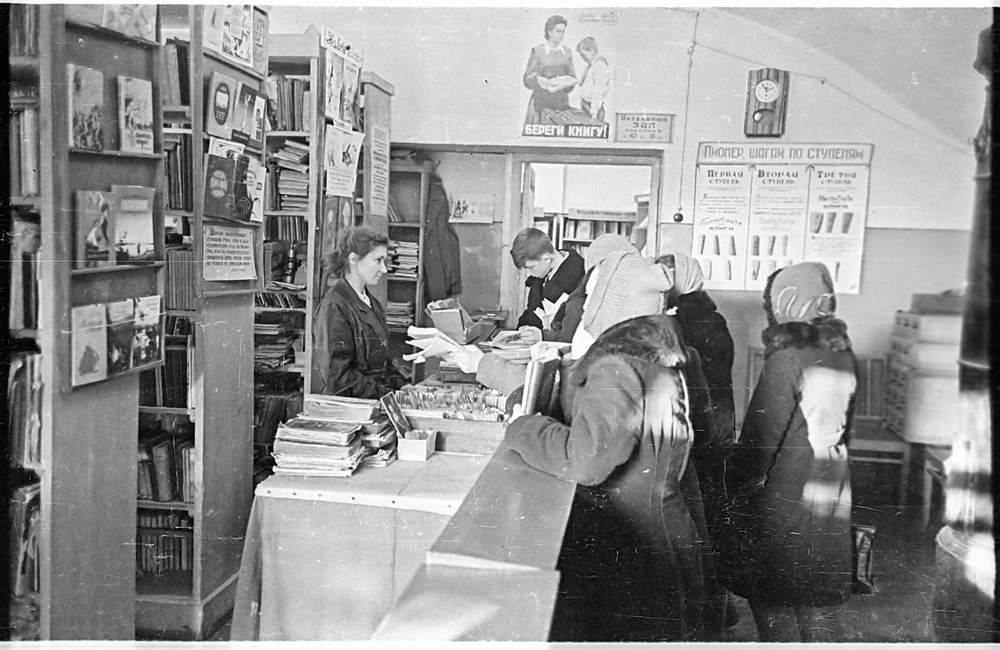
Детская библиотека в Переславль-Залесском, 1959

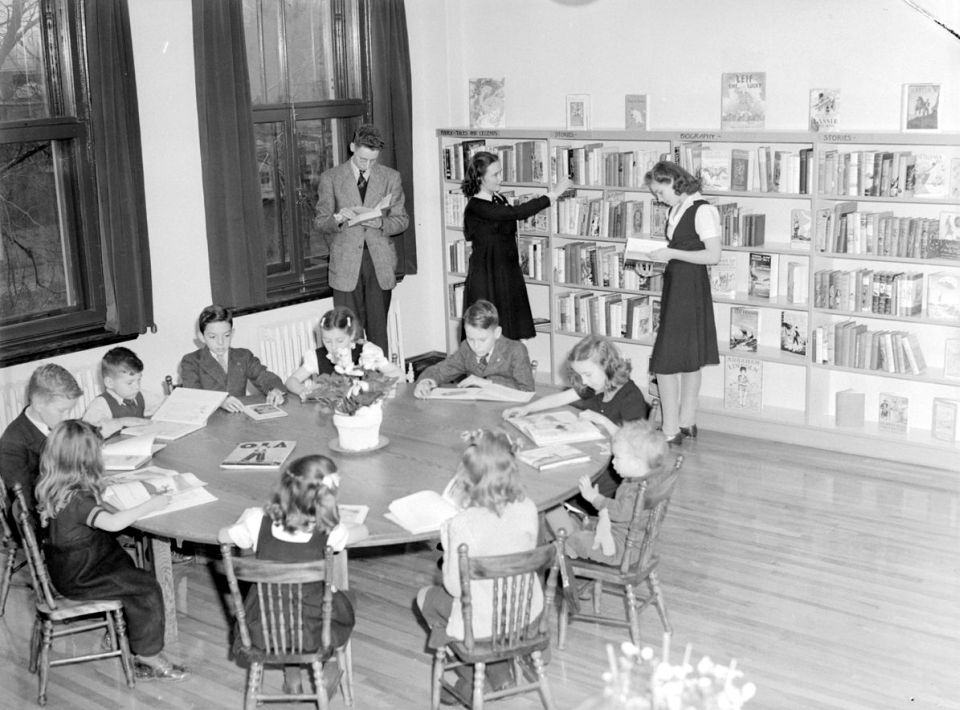
Чтение в детской библиотеке в NDG, Монреаль, 1943

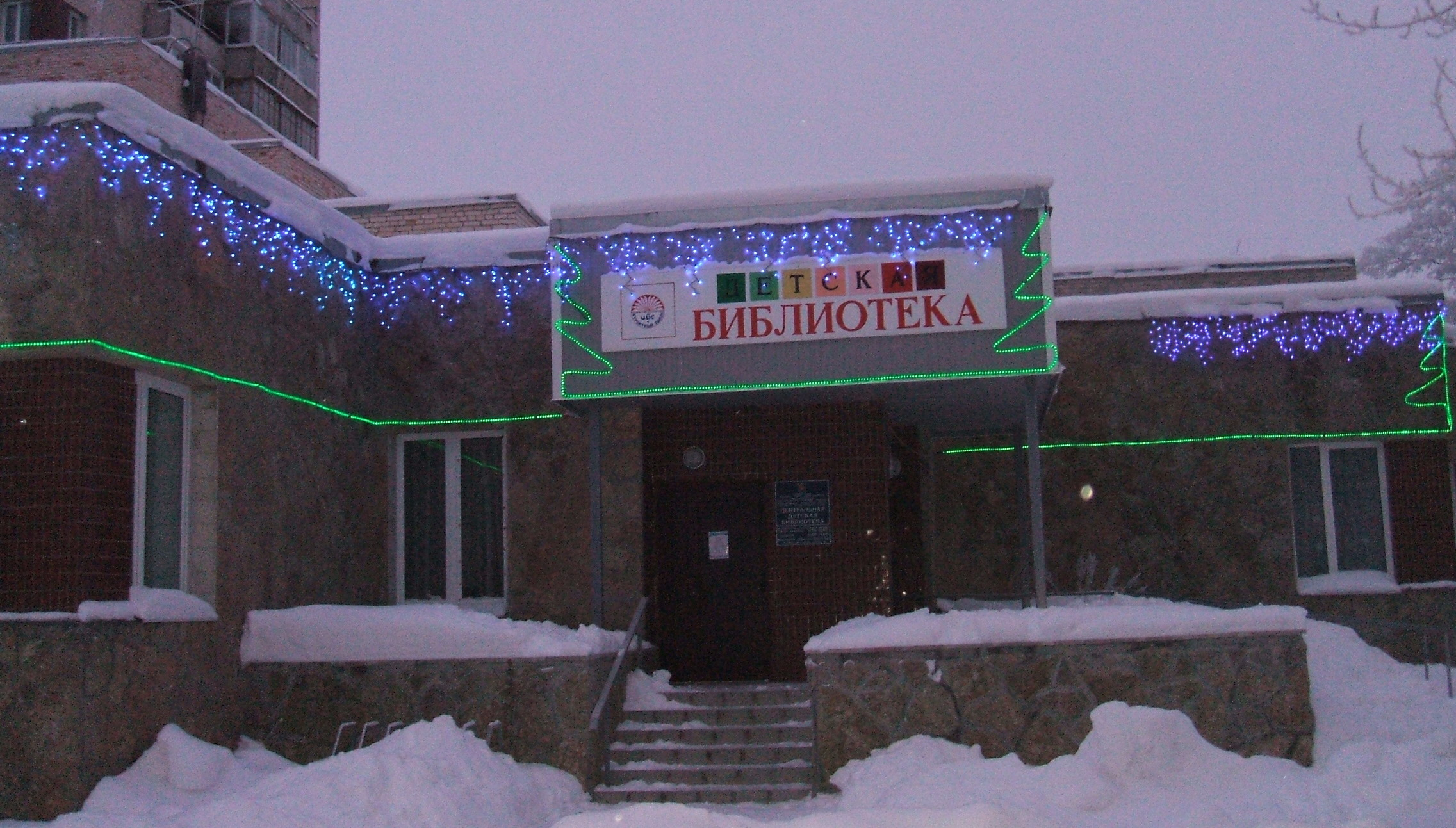
Детская библиотека в Сестрорецке

Де́тская библиоте́ка — специализированная библиотека или структурное подразделение универсальной библиотеки, предназначенная для оказания библиотечных услуг детям до 14 лет.
Учреждения, объединяющие в себе детские и юношеские библиотеки, то есть оказывающие услуги в основном лицам как до 14, так и от 14 до 20 лет, называются детско-юношескими библиотеками.

## История
Исторически идея создания в библиотеке отдельного отделения для детей и молодёжи возникла в англо-американском мире. Первая в мире библиотека для детей Джона Ньюбери открылась в Лондоне около 1750 года и представляла собой скорее детский книжный магазин, чем библиотеку. Первые настоящие детско-юношеские библиотеки были построены в США в начале XIX века — в 1803 году в Солсбери (Коннектикут), в 1822 году в Дублине (Нью-Гэмпшир) и Ричмонде (Вирджиния).
В Германии развитие детских библиотек было медленным, хотя первые детские читальные залы появились ещё в начале 20 века (в Мангейме и многих других городах в 1907 году, в Берлине в 1913 году). В 1920-е годы в стране начали появляться юношеские библиотеки, ориентированные на подростков 16-17 лет, однако и они не были повсеместно распространены. Активное развитие детских библиотек в стране началось в послевоенные годы, но только в западной Германии (в восточной части страны вместо отдельных учреждений в обязательном порядке создавались детские залы при универсальных библиотеках). В 1960-х детские и юношеские зоны были строго отделены от библиотек для взрослых и объявлены безопасным пространством. После реформы 1968 года были созданы так называемые библиотеки «без молчания», которые, однако, создавали для сотрудников проблемы с дисциплиной, что привело к их быстрому закрытию. После этого библиотеки ограничились расширением ассортимента детской литературы, и в 1980-е их посещаемость резко упала из-за появления других детских активностей (журналы, видеоигры) и распространения интернета.
В Российской империи детские библиотеки начали возникать в конце XIX века. Так, в 1878 году известный библиограф Андрей Торопов открыл в Москве первую общедоступную детскую библиотеку. В начале XX века на фоне роста исследовательского интереса к феномену детства планировалось развитие общенациональной сети детских библиотек. В резолюции «О работе детских библиотек» Первого Всероссийского библиотечного съезда (1911 г.) говорилось о важности «привлечения детей к чтению и необходимость оказания им помощи в выборе книг… Детские библиотеки признавались самостоятельными культурно-просветительским учреждениями, которые нужно открывать наравне с общественными и народными».
В СССР параллельно развиваются 2 типа библиотек — детская и школьная, причём их функциональное различие и назначение было чётко определено: школьная обеспечивала учебно-воспитательный процесс в школе, детская же способствовала самообразованию ребёнка, свободному чтению, проведению свободного времени, дополняла то, что оставалось «за страницами учебника». Однако в постсоветской России из-за экономических проблем и слабости материального обеспечения школьных библиотек детские таковые начали использоваться нецелевым образом — в них был перенаправлен поток запросов по школьной программе, из-за чего их изначальная задача почти перестала выполняться.

## Классификация
В Германии принципиальное различие проводится между независимой и зависимой детской библиотекой — первая является самостоятельным библиотечным учреждением, а вторая — филиалом универсальной библиотеки, хотя и может размещаться в отдельном здании. При этом предлагается строгое отделение детской библиотеки от юношеской, что должно способствовать максимальному удовлетворению соответствующих потребностей возрастных групп.
Российские исследователи библиотечного дела предлагают обнаруживают классификацию:
- по уровню подчинения — федеральная, региональные, муниципальные;
- по роли в системе библиотек — центральные, самостоятельные, централизованные детские библиотечные системы, детские филиалы, отделы публичных библиотек.

Отмечается, что современное российское библиотековедение относит детские библиотеки к публичным, при том что она отличается от общедоступной библиотеки важными типологическими признаками целевой аудитории и в силу этого не слишком интересна для широкого общества. Исследователи предлагают характеризовать их как специализированные библиотеки.

## Роль детских библиотек в образовании
Исследователи отмечают, что существует как чрезмерно расширительная, так и необоснованно суженная трактовка понятия «библиотека и образование». В первом случае имеется в виду, что практически вся работа библиотеки по предоставлению пользователям документов может считаться реализацией ею своей образовательной и культурно-просветительской функций. В соответствии с другой, неправомерно суженной трактовкой содержания понятия «библиотека и образование» оно соотносится лишь со сферой так называемого формального или регулярного образования, где библиотеки в той или иной степени способствуют реализации учебных программ.
В постсоветское время в России наблюдается недостаток финансирования и книг снабжения школьных библиотек. Это привело к тому, что ученики вынуждены активно пользоваться детскими библиотеками для получения книг, входящих в школьную программу — такие запросы составляют 80 % от общей посещаемости детских библиотек. Таким образом произошло размытие советской традиции разделения школьных и детских библиотек по целевому назначению, функция обслуживания внешкольного чтения практически утратилась.
Если бы деятельность библиотек была ориентирована на читателя и его потребности, то детская и школьная библиотеки давно бы сконцентрировались на выполнении своих непосредственных функциональных задач, соответствующих их типологии.Л.Н. Фомина
При этом также отмечается, что важнейшей ролью детских библиотек является их содействие самообразованию, эрудиции и развитию ребёнка как личности безотносительно формального образования.

## Проблемы
Полное разделение трёх библиотечных зон — детской, юношеской и взрослой — приводит к значительному росту затрат и дублированию многих книжных единиц фонда.
Отмечается, что в связи с цифровизацией, повсеместным проникновением интернета и общей тенденцией к снижению читательской активности посещаемость детских библиотек во всём мире снижается. Это в ряде случаев приводит к невыполнению целевых показателей и дефундированию (расфинансированию) с последующим закрытием.
В России фактором, способствующим закрытию детских библиотек, является их включение в централизованные библиотечные системы смешанного типа. Опыт существования детских филиалов в таких системах показывает, что к обслуживанию детей наблюдается вторичный подход. Объединение детских и взрослых библиотек в одном помещении становится причиной того, что дети лишаются отдельного пространства — для сравнения, в Германии наблюдается противоположная тенденция развития.
При всём этом в России запрещено совместное хранение детской литературы и книг с возрастной маркировкой «18+». Согласно статье 16 закона «О защите детей от информации» такая продукция может распространяться на расстоянии не менее 100 метров (а при наличии региональных законов — не менее 50 метров) от границы территории детских организаций. В список таковых детские библиотеки напрямую не внесены, однако упомянуты «организации культуры» и «организации отдыха». С 7 августа 2020 года приказ Министерства культуры требует хранить такие книги в отдельном шкафу под замком, что иногда трактуется как послабление закона — при наличии такого шкафа необязательно выдерживать расстояние.